# Február 7.
Február 7. az év 38. napja a Gergely-naptár szerint. Az évből még 327 (szökőévekben 328) nap van hátra.
Névnapok: Rómeó, Tódor + Richárd, Romuald, Romvald, Terensz, Terestyén, Trisztán, Zília, Tamás.

## Események

### Politikai események
- 1386 – Merénylet II. Károly magyar király ellen.
- 1550 – III. Gyula pápává választása.
- 1609 – II. Cosimo de’ Medici nagyherceg irányítja Toszkánát.
- 1613 – Mihail Romanovot I. Mihály néven orosz cárrá koronázzák.
- 1968 – Ausztriában eltörlik a halálbüntetést.
- 1971 – A svájci nőknek megadják a választójogot.
- 1974 – Grenada kikiáltja függetlenségét az Egyesült Királyságtól.
- 1992 – A maastrichti szerződés aláírásával megalakul az Európai Unió.

### Tudományos és gazdasági események
- 1977 – Budapesten felavatják a Semmelweis Orvostudományi Egyetem 24 emeletes épületét.
- 1984 – A Challenger űrrepülőgép egyik pilótája, B. McCandless rakétafotel segítségével mozog a világűrben.

### Kulturális események

#### Zenei események
- 1964 – A Beatles együttes első látogatása az Egyesült Államok-ban.

### Sportesemények
- 1960 – Formula–1-es argentin nagydíj, Buenos Aires - Győztes: Bruce McLaren (Cooper Climax)
- 1998 – Megkezdődik a téli olimpia Naganóban, Japánban.

## Születések
- 574 – Sótoku japán régensherceg († 622)
- 1478 – Morus Tamás, angol államférfi, humanista, író († 1535)
- 1693 – Anna orosz cárnő († 1740)
- 1812 – Charles Dickens, angol író († 1870)
- 1822 – Ðorđe Stratimirović, az 1848–49-es szabadságharcban a délvidéki szerb felkelők főparancsnoka († 1908)
- 1825 – Karl August Möbius, német zoológus, ökológus († 1908)
- 1842 – Alexandre Ribot, Franciaország miniszterelnöke († 1923).
- 1885 – Sinclair Lewis, Nobel-díjas amerikai író († 1951)
- 1888 – Donáth Leó, magyar sportvezető, irodalomtörténész, műfordító († 1941)
- 1893 – Hints Elek, magyar orvos, orvostörténész, egyetemi tanár († 1966)
- 1906 – Pu Ji, az utolsó kínai császár († 1967)
- 1919 – Desmond Doss amerikai katona († 2006)
- 1919 – Fábián László református lelkész, politikus, mezőgazdasági szakíró († 1977)
- 1920 – Zala Tibor, Munkácsy-díjas grafikusművész († 2004)
- 1920 – Béres József, magyar biológus kutató († 2006)
- 1923 – Farkasdy Zoltán, Ybl Miklós-díjas és Kossuth-díjas magyar építész, egyetemi tanár, építészeti író († 1989)
- 1925 – Lenkey Edit magyar színésznő († 1982)
- 1926 – Konsztantyin Petrovics Feoktyisztov, orosz űrhajós († 2009)
- 1927 – Juliette Gréco, francia színésznő, sanzonénekes († 2020)
- 1934 – Edward Fenech Adami, máltai politikus, miniszterelnök és köztársasági elnök
- 1934 – Earl King, amerikai blueszenész († 2003)
- 1941 – Leslie Lamport, IEEE Neumann János- és Turing-díjas  amerikai informatikus, a LaTeX szövegformázó rendszer megalkotója
- 1946 – Pete Postlethwaite angol színész († 2011)
- 1954 – Dieter Bohlen, német zeneszerző, producer
- 1955 – Lantos Piroska magyar manöken, modell, fotómodell († 1985)
- 1955 – Miguel Ferrer, amerikai színész († 2017)
- 1956 – Zinaida Greceanîi, a Moldovai Köztársaság miniszterelnöke 2008-tól
- 1957 – Altorjai László Attila magyar színész
- 1958 – Tereh István magyar menedzser, producer (Solaris, Első Emelet, Step, Napoleon Boulevard)
- 1960 – Molnár Erika, magyar színésznő
- 1962 – Zé Carlos, brazil labdarúgó († 2009)
- 1962 – David Bryan, amerikai zenész, billentyűs
- 1967 – Nicolae Ciucă román liberális párti politikus, nemzetvédelmi miniszter
- 1978 – Ashton Kutcher, amerikai színész, producer, modell
- 1978 – Kovács Péter, magyar válogatott labdarúgó
- 1983 – Christian Klien, osztrák autóversenyző
- 1985 – Clara Bryant, amerikai színésznő
- 1985 – Kiss Ádám, magyar humorista
- 1988 – Kovács Zsófia, világbajnoki bronzérmes magyar triatlonista
- 1990 – Steven Stamkos kanadai jégkorongozó
- 1990 – Mérovée Ephrem, monacói műkorcsolyázónő
- 1992 – Sergi Roberto, spanyol válogatott labdarúgó
- 1996 – Pierre Gasly, francia autóversenyző
- 2000 – Kusnyír Erik, ukrán–magyar labdarúgó (Debreceni VSC)
- 2003 – Jászapáti Péter magyar rövidpályás gyorskorcsolyázó, ifjúsági olimpikon
- 2004 – Konczvald Tamás többszörös magyar bajnok atléta

## Halálozások
- 590 – II. Pelágiusz pápa
- 999 –II. Boleszláv cseh fejedelem (* 932)
- 1317 – Robert de Clermont francia gróf (* 1256)
- 1609 – I. Ferdinánd toszkánai nagyherceg (* 1549)
- 1652 – Gregorio Allegri itáliai zeneszerző (* 1582)
- 1749 – Jan van Huysum németalföldi festő (* 1682)
- 1864 – Vuk Stefanović Karadžić szerb filológus és nyelvész (* 1784)
- 1864 – Lieder Friderika hárfás (* 1829)
- 1878 – IX. Piusz pápa (* 1792)
- 1896 – Friedrich Ferenc vívómester (* 1816)
- 1917 – Orczy Béla magyar országbíró, politikus, bölcseleti és jogi doktor, több miniszteri tárcát is vezetett (* 1822)
- 1933 – Gróf Apponyi Albert magyar politikus (* 1846)
- 1959 – Claude Storez francia autóversenyző (* 1927)
- 1963 – Kárpáti Aurél Kossuth-díjas magyar író, kritikus, színháztörténész (* 1884)
- 1964 – Curd Bardi-Barry osztrák autóversenyző (* 1939)
- 1979 – Josef Mengele német orvos, náci háborús bűnös (* 1911)
- 1979 – Thurzó Gábor író, kritikus, műfordító, József Attila-díjas (* 1912)
- 1987 – Bognár Géza villamosmérnök, az MTA tagja (* 1909)
- 1988 – Szilvássy Margit operaénekes, érdemes művész (* 1910)
- 1990 – Karády Katalin magyar színésznő, énekesnő (* 1910)
- 1993 – Mensáros László Jászai- és Kossuth-díjas színész, érdemes és kiváló művész, rendező (* 1926)
- 1999 – Huszejn jordán király (* 1935)
- 1999 – Keller András nagy-britanniai magyar fizikokémikus, polimerfizikus, az MTA tagja (* 1925)
- 2002 – Jack Fairman brit autóversenyző (* 1913)
- 2019 – Albert Finney angol színész (* 1936)
- 2020 – Li Ven-liang kínai orvos (* 1986)
- 2021 – Farkas Árpád Kossuth-díjas erdélyi magyar író, költő, műfordító (* 1944)
- 2021 – Ján Hunka szlovák régész, numizmatikus (* 1958)

## Ünnepek, emléknapok, világnapok
- Grenada: a függetlenség napja (1974)